# De Zerezo de Tejada
De Zerezo de Tejada was een Zuid-Nederlandse en Belgische notabele en adellijke familie, met Spaanse voorouders.

## Genealogie
- Marie-Bernard de Zerezo de Tejada (1691-1734), x Barbe Cools (1700-1726), xx Isabelle Blyckaerts (†1747)
  - Henri-Martin de Zerezo de Tejada (1723-1776), x Barbe de Wolfs (1725-1775)
    - François-Denis de Zerezo de Tejada (1754-1824), x Anne Severyns (1762-1809)
      - Joseph de Zerezo de Tejada  (zie hierna)

  - Martin Arnould de Zerezo de Tejada (1738-1792), xx Suzanne de Saegher (1743-1807)
    - François-Antoine de Zerezo de Tejada (1780-1825), x Jeanne Peppé
      - Isodore de Zerezo de Tejada (1811-ca. 1864), x Catherine Pauwels (1802-1840)
        - Isidore de Zerezo de Tejada (zie hierna)

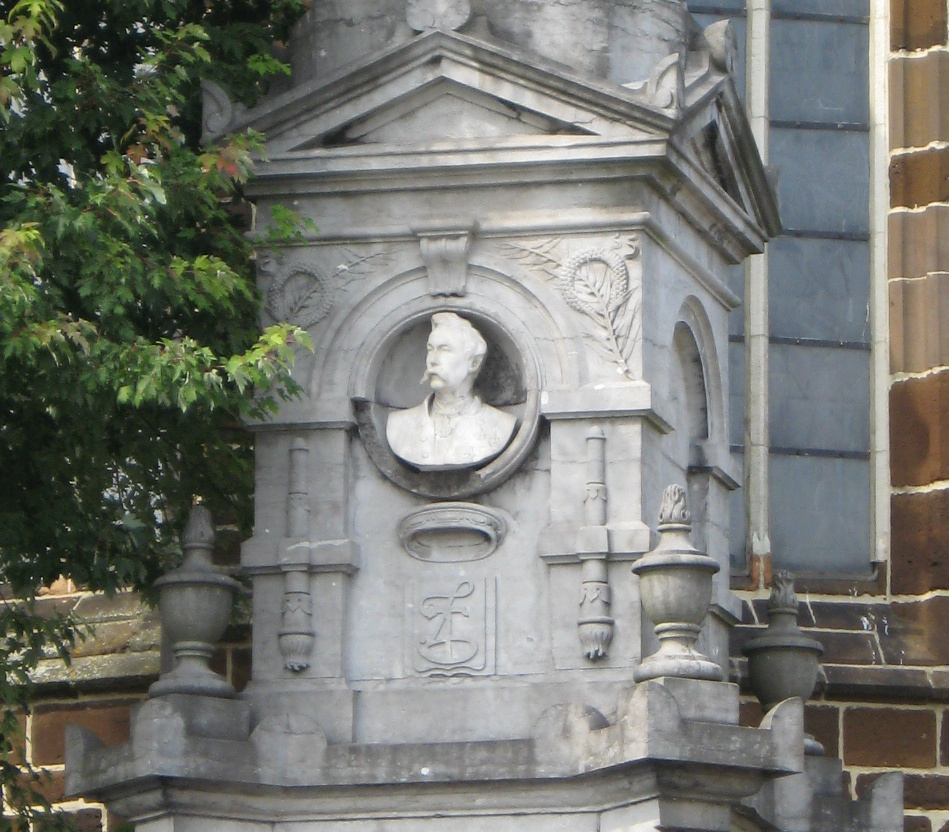
Borstbeeld in Veerle van Eugène de Zerezo de Tejada

## Joseph de Zerezo de Tejada
- Joseph Vincent-de-Paul de Zerezo de Tejada (Diest, 8 december 1793 - Veerle, 31 oktober 1868) behoorde tot de Erewacht onder het Franse keizerrijk. Hij was een zoon van François-Denis de Zerezo de Tejada en van Anne Severyns. In opvolging van zijn vader werd hij schepen van Diest. Hij trouwde in 1821 in Hasselt met Désirée Lynen (1800-1881). In 1852 werd hij erkend in de erfelijke adel.
  - François-Joseph Eugène de Zerezo de Tejada (1824-1887), verkreeg in 1871 de titel baron, overdraagbaar op alle afstammelingen. Hij werd diplomaat, provincieraadslid voor Antwerpen en volksvertegenwoordiger. Hij trouwde in 1854 met Coralie Mincé du Fontbaré de Fumal (1830-1868). Ze hadden vier zoons die vrijgezel bleven. 
    - Raymond de Zerezo de Tejada (1858-1938) werd burgemeester van Veerle. Met hem doofde de familie uit.

De familie bouwde (1848-1849) en bewoonde het Kasteel van Veerle. Raymond de Zerezo legateerde het familiekasteel aan de parochiekerk van Veerle. Later werd het een klooster en rusthuis. Het is beschermd als monument sinds 2002.

## Isidore de Zerezo de Tejada
Isidore Pierre Sidoine de Zerezo de Tejada (Brussel, 19 november 1833 - Laken, 14 mei 1864), militair, werd erkend in de erfelijke adel in 1855. Hij bleef vrijgezel.